# 미이라 2
미이라 2(The Mummy Returns)는 2001년 개봉한 미국의 모험 영화이다.

## 줄거리
기원전 3067년, 스코피언 킹으로 알려진 전사가 군대를 이끌고 세계를 정복한다. 그러나 그들은 결국 패배하고, 그는 암 셰레 사막으로 추방된다. 죽어가는 왕은 적을 물리칠 힘을 얻는 대가로 아누비스에게 자신의 영혼을 바치겠다고 맹세한다. 아누비스는 이를 받아들여 오아시스와 황금 피라미드를 만들고, 왕에게 자칼과 같은 전사들로 구성된 군대를 주어 이집트를 정복하게 한다. 그러나 임무가 끝나자 아누비스는 그의 영혼을 가져가고, 군대는 저승으로 돌아간다.
서기 1933년, 임호텝이 패배한 지 7년 후, 릭 오코넬과 그의 아내 에블린은 아들 알렉스와 함께 고대 유적을 탐험하다가 아누비스의 팔찌를 발견한다. 런던에서 알렉스는 팔찌를 가지고 놀다 팔찌가 그의 손목에 잠기게 되고, 그에게 암 셰레로 이끄는 환영을 보여준다. 에블린은 사자의 서로 임호텝을 부활시키는 숭배자들에게 납치당하는데, 그들은 임호텝의 힘을 사용하여 왕을 물리치고 아누비스의 군대를 지휘하려 한다.
박물관 큐레이터 발터스 하페즈가 이끄는 숭배자들은 집행관 록나와 밀라 나이스, 즉 임호텝의 연인이었던 안크수나문의 육체적인 환생을 포함한다. 릭과 알렉스는 에블린을 구하기 위해 그녀의 오빠 조나단의 도움을 받아 나선다. 조나단은 황금 왕홀을 손에 넣었고, 메드자이의 아데스 베이는 그들을 돕기 위해 돌아왔다.
릭은 에블린이 희생되기 전에 그녀를 구출하고 그들은 임호텝과 싸운다. 한편, 알렉스는 납치되어 팔찌를 가진 숭배자들을 이끌도록 강요당한다. 오코넬 부부는 릭의 동료 이지 버튼스와 함께 그들을 추격한다. 가는 길에 알렉스는 몰래 부모님을 위해 단서를 남기고, 부모님은 이지의 비행선을 타고 뒤를 쫓는다.
임호텝은 사자의 서를 사용하여 안크수나문의 영혼을 밀라의 몸으로 되돌린다. 그렇게 함으로써 그는 에블린이 팔찌의 수호자였던 공주 네페르티리로서의 전생의 기억을 무의식적으로 잠금 해제하게 한다.
오아시스 가장자리에서 임호텝은 자신들이 추격당하고 있다는 것을 깨닫고 자신의 힘을 사용하여 비행선을 공격한다. 비행선은 결국 오아시스 정글에 추락하고, 이지는 비행선을 수리하기 위해 뒤에 남기로 결정한다. 오코넬 부부, 아데스, 알렉스, 그리고 숭배자들은 결국 피그미 미이라들에게 공격당한다. 릭은 알렉스를 되찾는 반면 아데스는 록나를 죽인다.
그들은 하페즈, 임호텝, 안크수나문을 제외한 모든 숭배자들을 죽인 피그미들로부터 탈출한다. 릭과 알렉스는 햇빛이 닿기 전에 피라미드로 달려가 알렉스의 목숨을 구하고 팔찌가 그의 손을 놓아주도록 한다. 안크수나문, 임호텝, 하페즈는 그 후에 도착하여 피라미드로 들어가기 전에 에블린을 죽인다.
피라미드 안에서 임호텝은 자신의 힘을 잃고 필멸의 존재로서 왕과 맞서야 한다. 하페즈는 팔찌를 사용하여 아누비스의 군대를 소환하고, 군대는 오아시스 밖 사막에 나타난다. 릭은 임호텝이 왕을 소환하는 것을 발견하고 그를 공격한다. 이제 거대한 전갈 괴물이 된 왕은 싸움을 방해한다. 임호텝은 왕을 속여 릭을 공격하게 한다. 밖에서는 아데스와 메드자이가 아누비스의 부활한 군대와 싸운다. 릭과 왕이 싸우는 동안 하페즈는 싸움에 휘말려 죽는다.
한편, 조나단과 알렉스는 안크수나문에게서 사자의 서를 훔쳐 에블린을 부활시키는 데 사용한다. 릭은 조나단의 왕홀이 왕을 죽일 수 있는 유일한 무기인 오시리스의 신비로운 창이라는 상형문자를 발견한다. 한편, 에블린은 안크수나문과 싸운다. 조나단의 도움을 받아 릭은 창을 얻고 그것을 사용하여 왕을 죽이고, 그와 아누비스의 군대를 저승으로 돌려보낸다.
오아시스가 붕괴되고 피라미드가 무너져 내릴 때, 릭과 임호텝은 저승으로 이어지는 구덩이의 가장자리에 매달린다. 릭은 에블린에게 탈출하라고 간청하지만, 그녀는 자신의 목숨을 걸고 그를 안전한 곳으로 끌어당긴다. 이를 본 임호텝은 안크수나문에게 같은 행동을 해달라고 애원하지만, 그녀는 그를 버린다. 실망한 임호텝은 손을 놓아 저승으로 떨어진다. 도망치던 안크수나문은 실수로 전갈 구덩이에 빠져 죽는다.
이지는 그 후에 수리된 비행선을 가지고 도착하여 오아시스와 피라미드가 파괴되기 직전에 오코넬 부부를 구출한다—조나단이 다이아몬드를 훔치기 전까지는 아니다. 그들은 아데스가 그들에게 경례한 후 말을 타고 떠나는 것을 뒤로하고 노을 속으로 사라진다.

## 출연
- 브렌던 프레이저 - 릭 오코널
- 레이철 바이스 - 에벌린 카너핸
- 존 해나 - 조너선 카너핸
- 아널드 보슬루 - 이모텝
- 프레디 보스 - 앨릭스 오코널
- 오데드 페르 - 아데스 베이
- 파트리시아 벨라스케스 - 밀라 네이스/아낙수나문
- 드웨인 존슨 - 마테유스 스코피언 킹
- 애론 아이페일 - 파라오 세티 1세
- 퀼 로버츠
- 스티븐 소머즈 - 앉아있는 사람
- 록키 테일러

## 한국판 성우진(KBS) (2004년 1월 22일)
- 성완경 - 릭 오코넬(브렌던 프레이저)
- 임은정 - 에블린 카나한(레이철 바이스)
- 장정진 - 조나단 카나한(존 해나)
- 설영범 - 아데스 베이(오데드 페르)
- 김병관 - 발터스 하페즈(아런 암스트롱)
- 문영래 - 레드 월리츠(브루스 바이론)
- 이인성 - 이지 버튼(샤운 파크스)
- 김정주 - 밀라 네이스 / 아낙수나문(파트리시아 벨라스케스)
- 전인배 - 자크(조 딕슨)
- 김영진 - 록나흐(아데웰 아킨누오예 아바제)
- 김승태 - 스피비(톰 피셔)
- 원호섭 - 이모텝(아놀드 보슬루) / 샤페크(퀼 로버츠)
- 소연 - 알렉스 오코넬(프레디 보어스) / 쉴라(도나 에어)

## 내용주
1. ↑  미이라 (1999)에 묘사된 바와 같다.